# Meloria
Meloria – wysepka położona w odległości 7 km od portu Livorno we Włoszech, w Toskanii, znajdująca się na obszarze rafy, na Morzu Liguryjskim. Na wysepce znajduje się wieża Meloria, zbudowana w XVIII wieku. Meloria była miejscem słynnej bitwy między Genuą i Pizą w 1284 roku.

## Historia
Początkowo w miejscu obecnej wieży stała latarnia morska, wzniesiona przez Republikę Pizy około XII wieku. Służyła do wskazywania obecności niebezpiecznych mielizn u wybrzeży portu Pisano. Służyła również jako twierdza. Początkowo została powierzona benedyktynom w Pizie, a następnie starożytnym augustianom kościoła św Jakuba z Acquaviva, w Livorno.
Wieża została zniszczona przez Genueńczyków w 1286 roku, a następnie odbudowana w 1598 roku z rozkazu wielkiego księcia Ferdinando I de 'Medici. Ostatecznie została zniszczona przez morze.
Dzisiejszy budynek pochodzi z 1709 roku i został zbudowany przez Cosimo III. Składa się z czterech filarów połączonych arkadami, na których spoczywa sama wieża. Konstrukcja chroni wieżę przed falami.
Wieża wykorzystywana była do sygnalizowania żeglarzy, a następnie od 15 maja 1867 została zmodernizowana. Obecnie ławice są oznaczone przez dwie latarnie.